# نيكولاي بويكوف

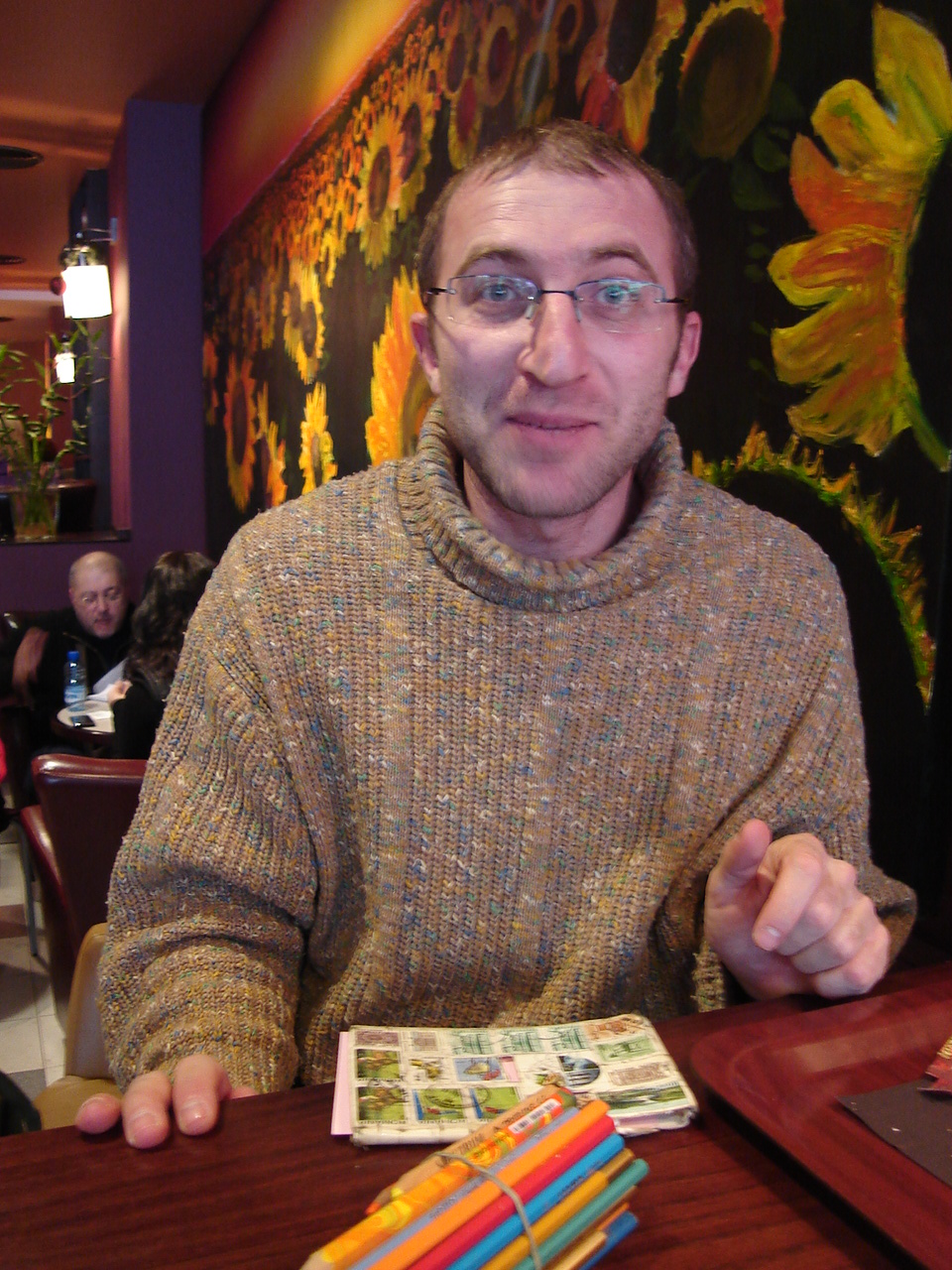
نيكولاي بويكوف عام 2008، صوفيا

نيكولاي بويكوف ((بالبلغارية: Николай Бойков)‏) هو كاتب بلغاري معاصر ومترجم من اللغة الهنغارية.
ولد في 26 كانون الثاني\يناير 1968 في فيدين في بلغاريا. عام 1985، تخرج من مدرسة الرياضيات العليا في فيردين وتم قبوله لدراسة علوم الحاسوب في جامعة صوفيا. درس لاحقاً الفنون التطبيقية لفصلين دراسيين في المجر، ثم حوّل لدراسة اللغة المجرية في جامعة دبرتسن وتخرج منها عام 1994.
بين عامي 1998 و2005، درّس اللغة الهنغارية والأدب البلغاري في جامعة صوفيا.

## الكتب
- Metaphysics - ميتافيزيقيا (مجتمع الشعراء الحر) - صوفيا 2000
- Poems With Biography (جانيت 45) - قصائد مع سيرة ذاتية - بلافديف، 2003
- Declared in Love - إعلان في الحب - (هاندميد، صوفيا، 2005)
- Letters To Petar - رسائل إلى بيتر - (جانيت 45، بلافديف، 2006)
- The Book of Life - كتاب الحياة - (سييلا، صوفيا، 2010)

## تراجم مختارة
- بيتر إسترهازي، «لمحة عن الكونتيسة هان هان» (Hahn-Hahn grófnő pillantása) (نشرته باللغة البلغارية "SONM" عام 2000)
- Ferenc Szijj, Kéregtorony (نشرته باللغة البلغارية "SONM" عام 2002)
- Szilárd Borbély, Ami helyet (نشرته باللغة البلغارية "SONM" عام 2002)
- بيتر ناداس، «موت خاص» (نشرته باللغة البلغارية "Altera" عام 2011)[6]
- إيمري كيرتيس، «[جاك الاتحاد» (Az angol lobogó) (نشرته باللغة البلغارية "Altera" عام 2011)
- إستفان Örkény، "قصص دقيقة واحدة" (Válogatott egyperces novellák) (نشرته باللغة البلغارية "ألتيرا" 45" عام 2012)

كان بويكوف محرراً ومترجماً ل"Proses" التي كتبها ميكلوس ميزلوي (نشرته باللغة البلغارية "SONM" عام 2003).
كما ترجم أعمالاً للكتاب آندراس غيرفيتش، نادور غيون، غابور نيميث، لازلو غاراسي، لازلو فيلاني، أتيلا بارتيس، بال بيكيس، يانوس لاسكفي، يانوس بيلنسكي، لازلو دافاسي، تاماس يوناس، غورغي بتري، لورنيك زابو، أوتو كيس، أتيلا هازاي، وآخرين.

## وصلات خارجية
- Nikolay Boykov's Profile at the Contemporary Bulgarian Writers Website
- Nikolay Boykov at LiterNet